# یونیون مونت
یونیون مونت (به انگلیسی: Union mount) روشی برای مونت کردن است که به چند سیستم فایل اجازه می‌دهد تا به یک باره مونت شده و به صورت یک فایل‌سیستم واحد به نظر برسند.
به جای مونت کردن هر فایل سیستم در یک محل خاص از یک سلسله دایرکتوری، یک یونیون مونت، با روی هم انداختن فایل‌سیستم‌ها، یک سلسله مراتب واحد و یکپارچه ایجاد می‌کند. در نتیجه، فایل‌ها یا زیردایرکتوری‌هایی که در داخل یکی از دایرکتوری‌های چنین فایل‌سیستمی قرار دارند، ممکن است متعلق به همه یا چند تا از این فایل‌سیستم‌ها باشند.
برای مثال، اگر چند فایل‌سیستم را به روش سنتی و در نقاط مختلفی از یک سلسله دایرکتوری مونت کنیم، آنگاه می‌توانیم مطمئن باشیم که به عنوان مثال، شاخه ‎/home/users/john تنها دربرگیرنده فایل‌های مربوط به یک فایل‌سیستم است. اما در روش یونیون مونت، این شاخه ممکن است حاوی فایل‌های مربوط به فایل‌سیستم‌های مختلفی باشد.
معمولا، یکی از فایل سیستم‌ها هم به صورت خواندنی، و هم به صورت نوشتنی مونت می‌شود، و فایل سیستم‌های دیگر، تنها به صورت فقط-خواندنی مونت می‌شوند. یونیون مونت‌ها توسط فایل‌سیستم‌های یونیونی از قبیل یونیون‌اف‌اس و ای‌یو‌اف‌اس پیاده‌سازی می‌شوند که از آن‌ها به شکل گسترده در دیسک‌های زنده استفاده می‌شود. آن‌ها از سیستم‌عامل پلان ۹ و مفهوم یونیون دایرکتوری آن سرچشمه گرفته‌اند. 
گلاستراف‌اس، به چند فایل سیستم مختلف که در یک شبکه توزیع‌شده‌اند، اجازه می‌دهد تا به این روش مونت شوند. در این روش، فایل سیستم‌ها به جای قرار داشتن بر روی یک رایانه، بر روی رایانه‌های مختلف در یک شبکه واقع شده‌اند.